# Lim-6
Il Lim-6 era un aereo d'attacco al suolo utilizzato tra il 1961 e il 1992 dall'aviazione polacca. È stata una variante del Mikoyan-Gurevich MiG-17/Lim-5 (nome in codice NATO Fresco).

## Storia del progetto
Nel 1955 la Polonia acquistò una licenza per la produzione del sovietico Mikoyan-Gurevich MiG-17, il caccia a reazione base dei paesi del Patto di Varsavia. Il velivolo prodotto su licenza venne denominato Lim-5 (abbreviazione di:licencyjny myśliwiec - "caccia su licenza"). Il primo Lim-5 venne costruito dalla WSK-Mielec il 28 novembre 1956 rimpiazzando così il Lim-2 (MiG-15bis). Entro la fine del 1960, vennero prodotti 477 Lim-5, diventando così il principale caccia in dotazione alla Siły Powietrzne, l'aeronautica militare della Polonia. (Questo numero include il Lim-5R variante da ricognizione, dotata di una macchina fotografica AFA-39). Dal 1959 la Polonia iniziò a produrre su licenza l'intercettore MiG-17PF, equipaggiato con il radar Izumrud-5 (RP-5), denominato Lim-5P. Nel 1960 ne vennero costruiti 129.
Nel 1963 i polacchi iniziarono la produzione della variante definitiva dell'aereo da attacco, il Lim-6bis. Aveva le ali standard e ruote singole, come il caccia Lim-5. Un cambiamento importante fu l'aggiunta di piloni subalari (per le armi) vicino alla fusoliera. Un altro fu il montaggio di un contenitore per il parafreno al di sotto del timone. Questi velivoli entrarono in servizio nell'aviazione polacca nel 1963, ma non vennero ufficialmente accettati in servizio fino al 14 settembre 1964.
Dato che i caccia Lim-5P erano diventati obsoleti, dal 1971 vennero aggiornati secondo la versione Lim-6bis e presero con ciò la denominazione di Lim-6M. I loro radar vennero rimossi tranne quello che copriva la presa d'aria centrale. Vennero inoltre dotati di piloni subalari aggiuntivi, ma non con il paracadute frenante. Alcuni aerei vennero modificati per una variante da ricognizione designata come Lim-6MR. Questa configurazione era molto simile al Lim-6M d'attacco, eccetto per la fotocamera sotto la fusoliera e le ali.

## Versioni
Lim-6versione caccia-attacco al suolo (numeri di serie da 1J 04-01 fino a 1J 04-40).
Lim-6bisvariante del Lim-6 (numeri di serie da 1J 05-01 fino a 1J 06-40).
Lim-6R (Lim-6bisR)versione da ricognizione del Lim-6bis.
Lim-6Mversione caccia-attacco al suolo, conversioni da cellule Lim-5P.
Lim-6MRversione da ricognizione, conversioni da cellule Lim-5P.

## Utilizzatori
Egitto
- Al-Quwwat al-Jawwiyya al-Misriyya

 Germania Est
- Luftstreitkräfte und Luftverteidigung der Deutschen Demokratischen Republik

 Guinea-Bissau
- Força Aérea da Guiné-Bissau

 Indonesia
- Tentara Nasional Indonesia Angkatan Udara

 Polonia
- Wojska Lotnicze i Obrony Powietrznej